# Велике герцогство Ольденбурзьке
Велике герцогство Ольденбурзьке (нім. Großherzogtum Oldenburg) — держава, що існувала на території Німеччини у XIX — на початку XX ст. Створене після перемоги над Наполеоном на місці Ольденбурзького герцогства.

## Державний устрій
Глава держави — великий герцог Ольденбурзький, законодавчий орган — Збори станів (Oldenburgische Ständeversammlung), обиралися виборцями на основі майнового цензу строком на 5 років, виконавчий орган — Державне міністерство (Oldenburgisches Staatsministerium), призначалося великим герцогом і несло перед ним відповідальність.

## Правова система
Вища судова інстанція — Вищий земельний суд (Oberlandesgericht Oldenburg), суд першої інстанції — господарський суд (Landgericht Oldenburg).